# Kameno Vouno

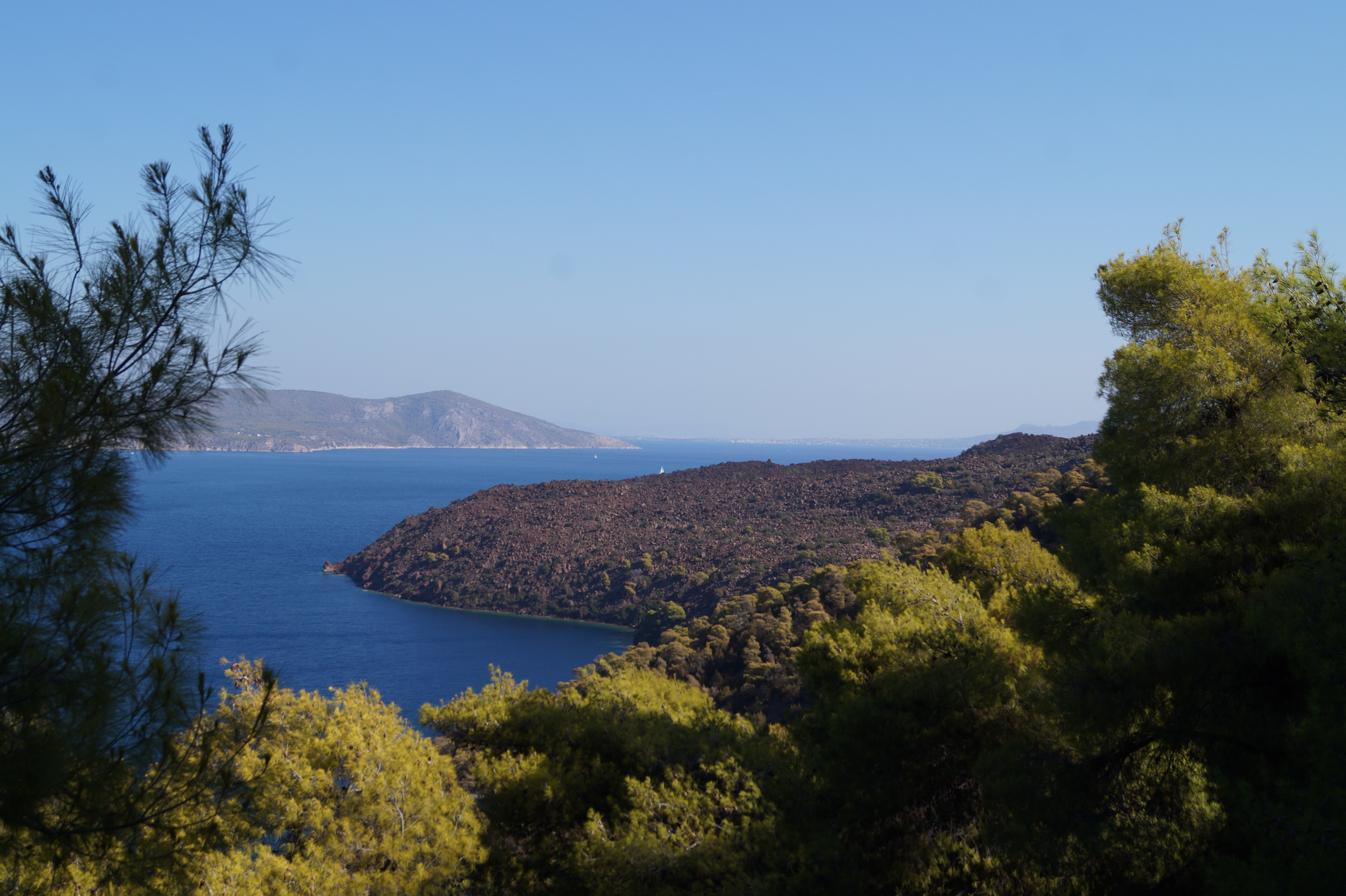
Mavro Kavo, das schwarze Kap

Kameno Vouno (griechisch Καμένο Βουνό = Verbrannter Berg) ist ein Vulkan auf der griechischen Halbinsel Methana. Er liegt im Nordwesten der Halbinsel und hat eine Höhe von 425 m. Er befindet sich am westlichen Ende des Vulkanischen Bogens der südlichen Ägäis. Am südlichen Fuß des Vulkans liegt der Ort Kameni Chora.

## Überlieferung
Pausanias berichtete, dass zur Regierungszeit des makedonischen Königs Antigonos, dem Sohn des Demetrios, auf Methana Feuer aus der Erde hervor trat. Diese Beschreibung bringt man mit dem Ausbruch des Kameno Vouno in Verbindung. Der genannte König wird allgemein als Antigonos II. Gonatas, der von 277 bis 239 v. Chr. regierte, identifiziert. Manche Forscher halten ihn jedoch für Antigonos III. Doson, der von 229 bis 221 v. Chr. regierte. Nachdem das Feuer erloschen war, soll die Erde eine neue Thermalquelle hervorgebracht haben. Diese Quelle vermutet man in dem Ort Agios Nikolaos und nennt sie deshalb nach dem antiken Geograf Thermen des Pausanias.
Nach Strabon war durch den vulkanischen Ausbruch ein Berg von 1400 m Länge entstanden. Durch die Lava soll das Meer noch in 1 km Entfernung gekocht haben und 4 km von der Küste trüb gewesen sein. Ovid beschreibt einen steilen, kahlen Berg, der in der Nähe von Troizen liegt, den man auch für den Kameno Vouno hält. Einst soll hier eine Ebene gelegen haben, die sich durch einen Überdruck, der sich über lange Zeit unter der Erde aufgebaut hatte, zu einem Berg angehoben worden sein soll.

## Ausbruch
Der ungefähre Ablauf des Ausbruchs im 3. Jahrhundert v. Chr. lässt sich wie folgt rekonstruieren. Zunächst spuckte der Vulkan Asche und Schwefeldioxid-Dämpfe aus. Danach sammelte sich dazitisches Magma und hob über Monate den Berg auf seine heutige Höhe an. Schließlich trat das zähflüssige Magma aus und floss 1500 m Richtung Norden und bildete das heute noch sichtbare Kap (griechisch Μαύρο Κάβο = Schwarzes Kap), dass sich 500 m weit ins Meer vorschiebt. Ein kleinerer Teil des Magma floss nach Süden. Die leere Magmakammer stürzte ein und bildete die Einsturzcaldera.

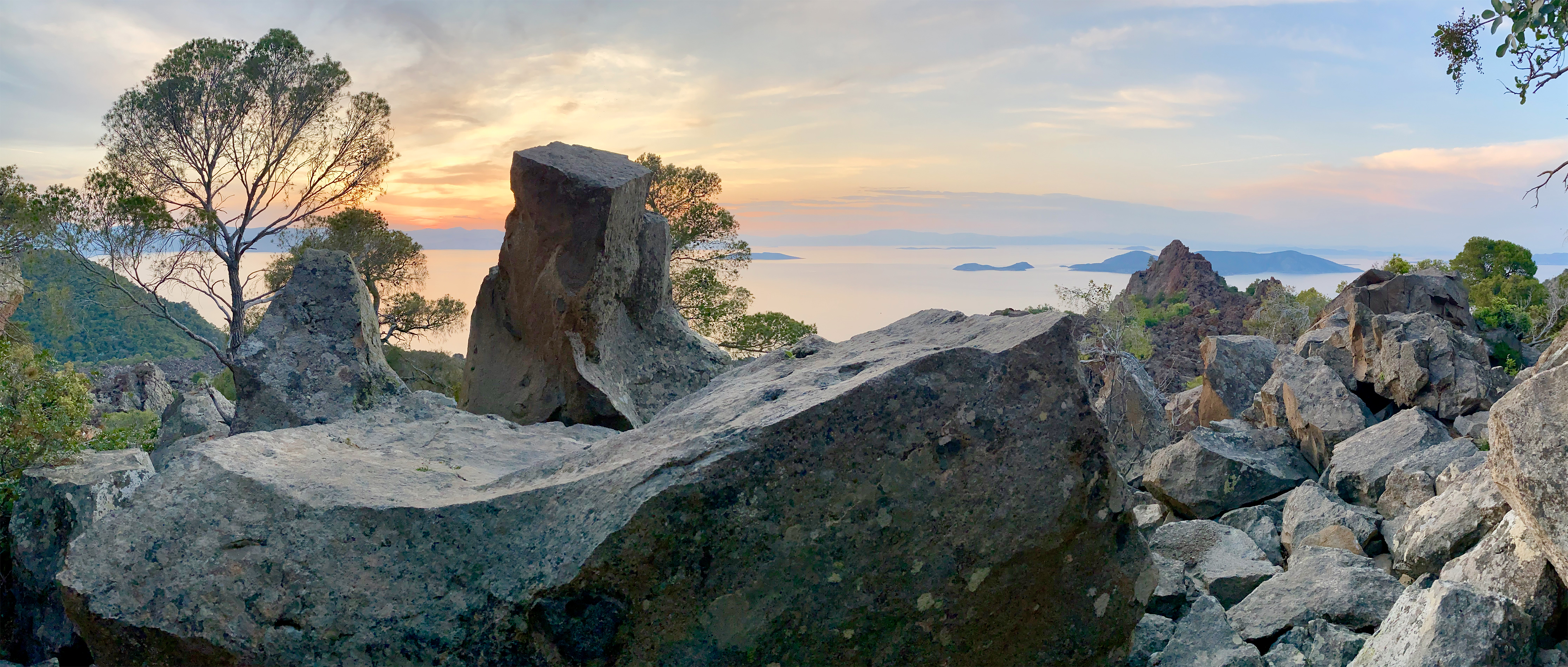
Blick von einem der Dome des Vulkans in nördliche Richtung (16°). Die Insel in der Mitte ist Agistri.